# Ocotea verapazensis
Ocotea verapazensis är en lagerväxtart som beskrevs av Standley & Steyerm.. Ocotea verapazensis ingår i släktet Ocotea och familjen lagerväxter. Inga underarter finns listade i Catalogue of Life.